# 滋賀県立陶芸の森
滋賀県立陶芸の森（しがけんりつとうげいのもり、英文名称：The Shigaraki Ceramic Cultural Park）は、滋賀県甲賀市の信楽高原にある都市公園。美術館、コンベンションセンター、研修施設を備え、公益財団法人滋賀県陶芸の森が指定管理者として管理運営を行っている。

## 概要
六古窯の一つでもある信楽焼の情報発信と文化・産業の振興、人材育成、文化創造の環境提供、そして県民のレクリエーションを目的として1990年（平成2年）6月に開設。
信楽焼の産地である信楽の市街地（標高300m）を見下ろす丘陵（標高350m）に位置する、面積40haの自然の地形と森林を生かした都市公園である。
1991年（平成3年）の世界陶芸祭のメイン会場とされ、公園内にはこの時から使われている陶芸専門の美術館、展示館、研修館が分散して設置されている。
遊歩道が巡らされ、野外展示場「星の広場」など園内の至る所で当施設で焼成された陶芸作品が展示されている。
2008年（平成20年）に発足した日本の陶磁専門公立博物館で構成される組織「陶磁ネットワーク会議」の創立メンバーである。

## 主な施設
- 創作研修館  - アーティスト・イン・レジデンスとよばれる滞在型の陶磁器制作スタジオ。新進の陶芸家への創作の場の提供を目的とする施設である。館の山手には製作のためののぼり窯が点在する。
- 信楽産業展示館  - 現在の信楽焼の紹介と産業振興を目的とする施設。総合展示場や信楽ホール、会議室、ショップ、レストランを備える。
- 陶芸館  - 陶芸専門の美術館。陶芸の芸術・文化振興を目的とする施設。当施設付近の野外に作品を展示している（詳細は後述）。
- 星の広場  - 陶芸作品の野外展示場。詳細は後述。
- 日本庭園

## 野外展示作品
陶芸館付近および星の広場に陶芸などの各作品を展示している。詳細は下表を参照。なお、本項では作品の制作年順に記載する。

### 野外展示 陶芸館
| 作者                                           | 作品名                   | 製作年 | 備考 |
| ---------------------------------------------- | ------------------------ | ------ | ---- |
| リンダ・ケアーズ                               | とぎ・ざ・たぬき         | 1992年 |      |
| 杉浦康益                                       | 陶石の石陶               | 2003年 |      |
| 川上力三                                       | 風の門-宙-               | 2005年 |      |
| 上野円                                         | 幸せを食べる。。。       | 2006年 |      |
| 都丸俊夫                                       | マルチファニチャー       | 2011年 |      |
| 吉村敏治                                       | 天地のことば             | 2013年 |      |
| リサ・ラーソン（デザイン）、青木寿美子（絵付） | モニュメント「生命の樹」 | 2015年 |      |
| ヴィルマ・ヴィラバーデ                         | JUMP                     | 2018年 |      |

### 野外展示 星の広場
| 作者                       | 作品名                 | 製作年 | 備考                |
| -------------------------- | ---------------------- | ------ | ------------------- |
| ニーノ・カルーソ           | モニュメント「風と星」 | 1991年 | （作品画像：）      |
| ジュン・カネコ（金子潤）   | ダンゴ                 | 1991年 |                     |
| 任胤善                     | 誕生、私、永遠         | 1993年 | 3作品とも1993年製作 |
| ピーター・カラス           | 幽霊                   | 1995年 |                     |
| 上田健次                   | 断・碑                 | 1995年 |                     |
| 李基柱                     | 祝祭の夜               | 1997年 |                     |
| レイウェン・アトキンソン   | ペーパーマウンテン     | 1998年 |                     |
| シャンドール・ケチケメティ | みんなのクロス         | 1999年 |                     |
| 星野暁                     | 古代緑地の雨           | 1999年 |                     |
| ザビーネ・ヘラー           | 無題                   | 2001年 |                     |
| 速水史朗                   | DON                    | 2001年 |                     |
| 林康夫                     | 無題                   | 2001年 |                     |
| 吉竹弘                     | 情景                   | 2001年 |                     |
| 中井川由季                 | 膨らみながら進むⅠ      | 2002年 |                     |
| 栄木正敏                   | クライム ブルー        | 2002年 | （作品画像：）      |
| 徐永旭                     | 超-空間-風             | 2004年 |                     |
| サンドロ・ロレンティーニ   | 炎の人                 | 2007年 | （作品画像：）      |

## ギャラリー

信楽焼のたぬきと記念撮影用ボード
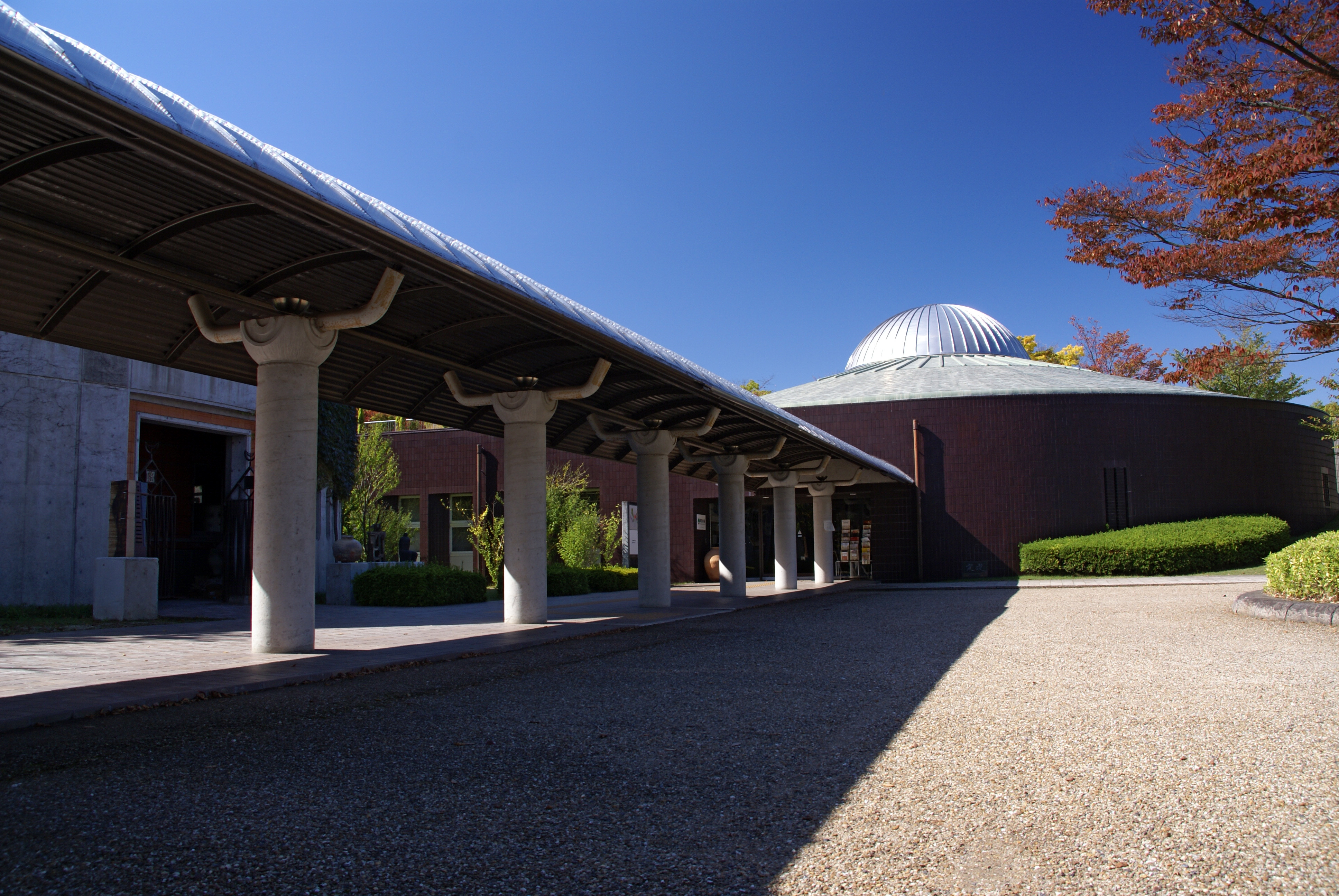
創作研修館
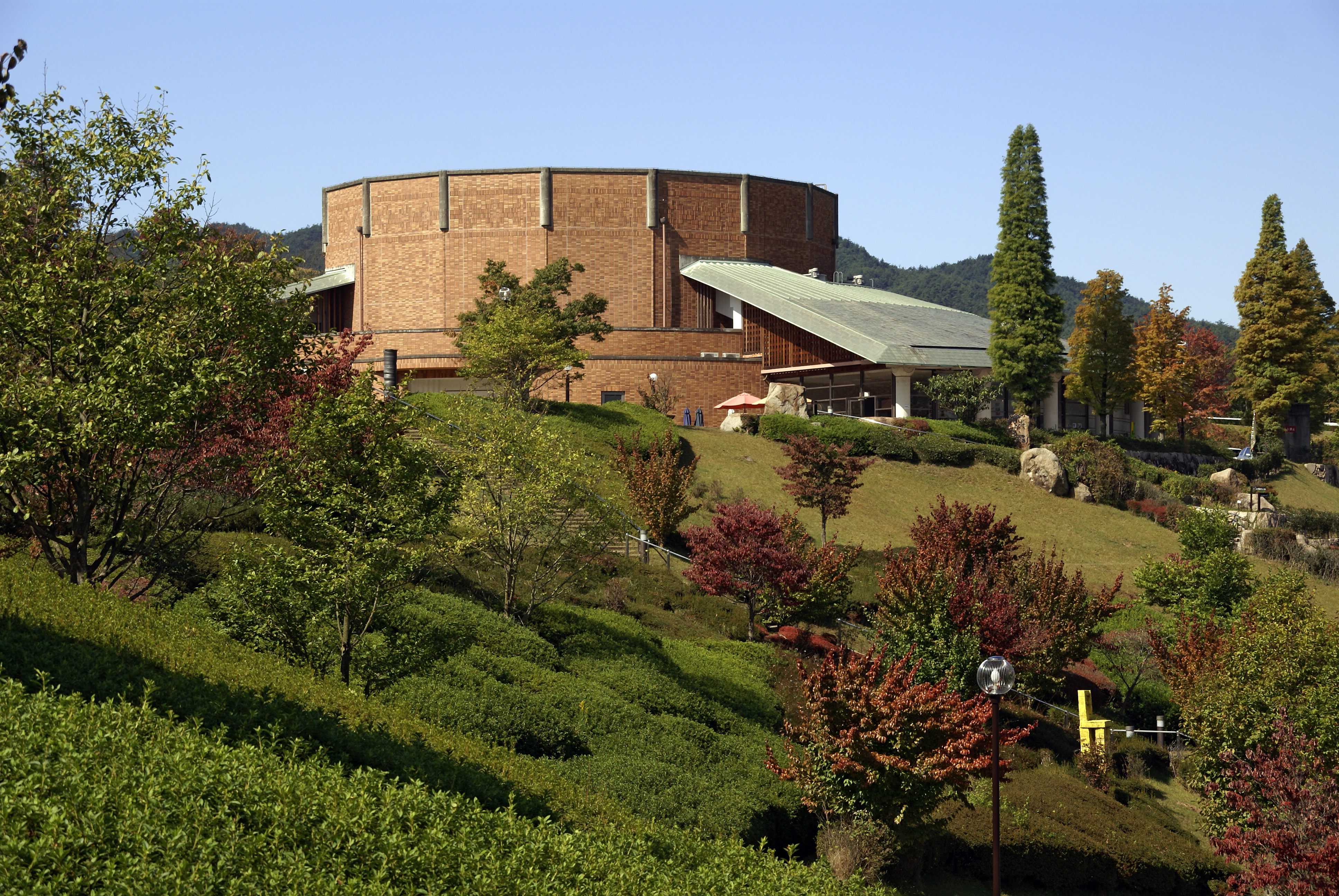
産業展示館
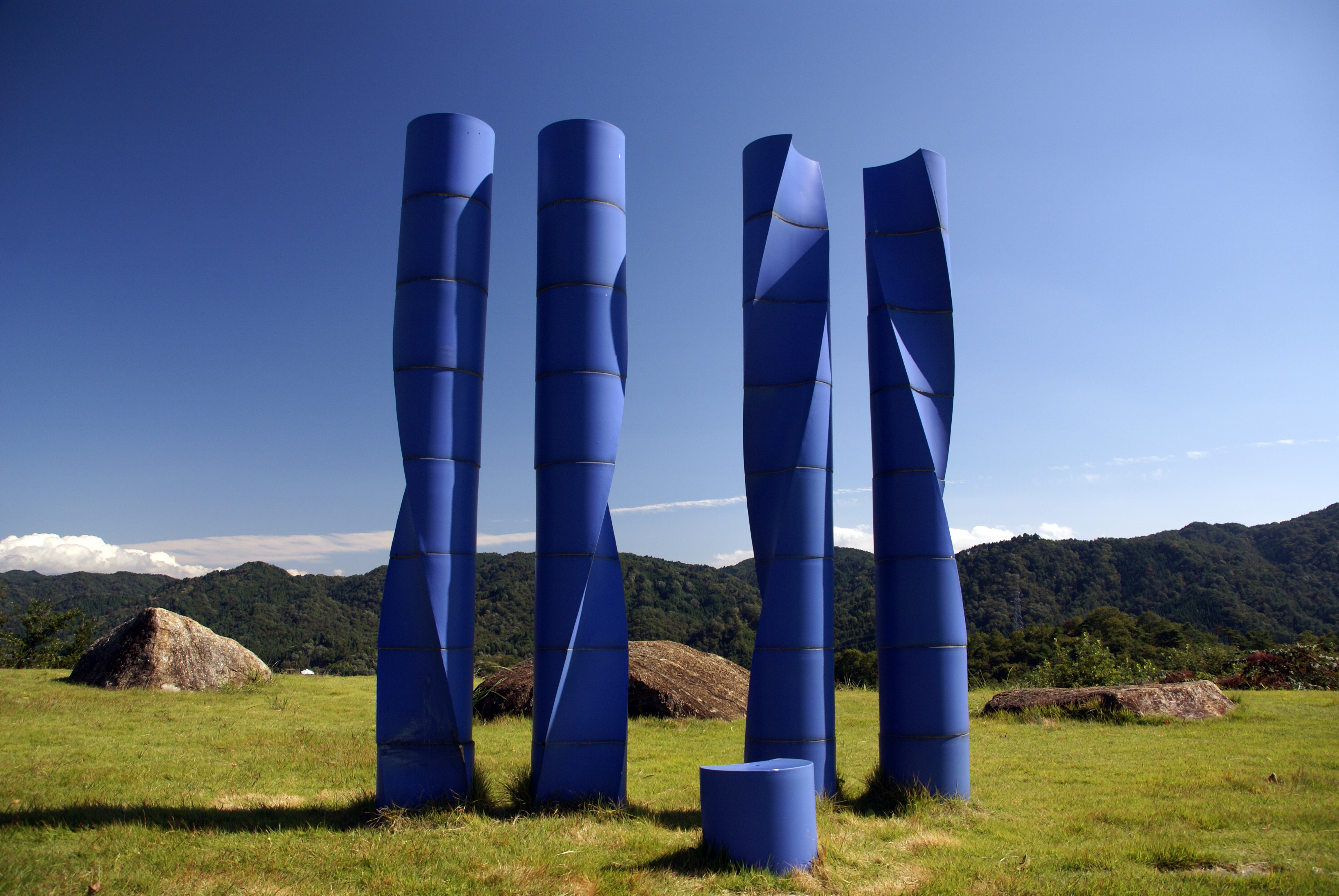
星の広場（野外展示場）
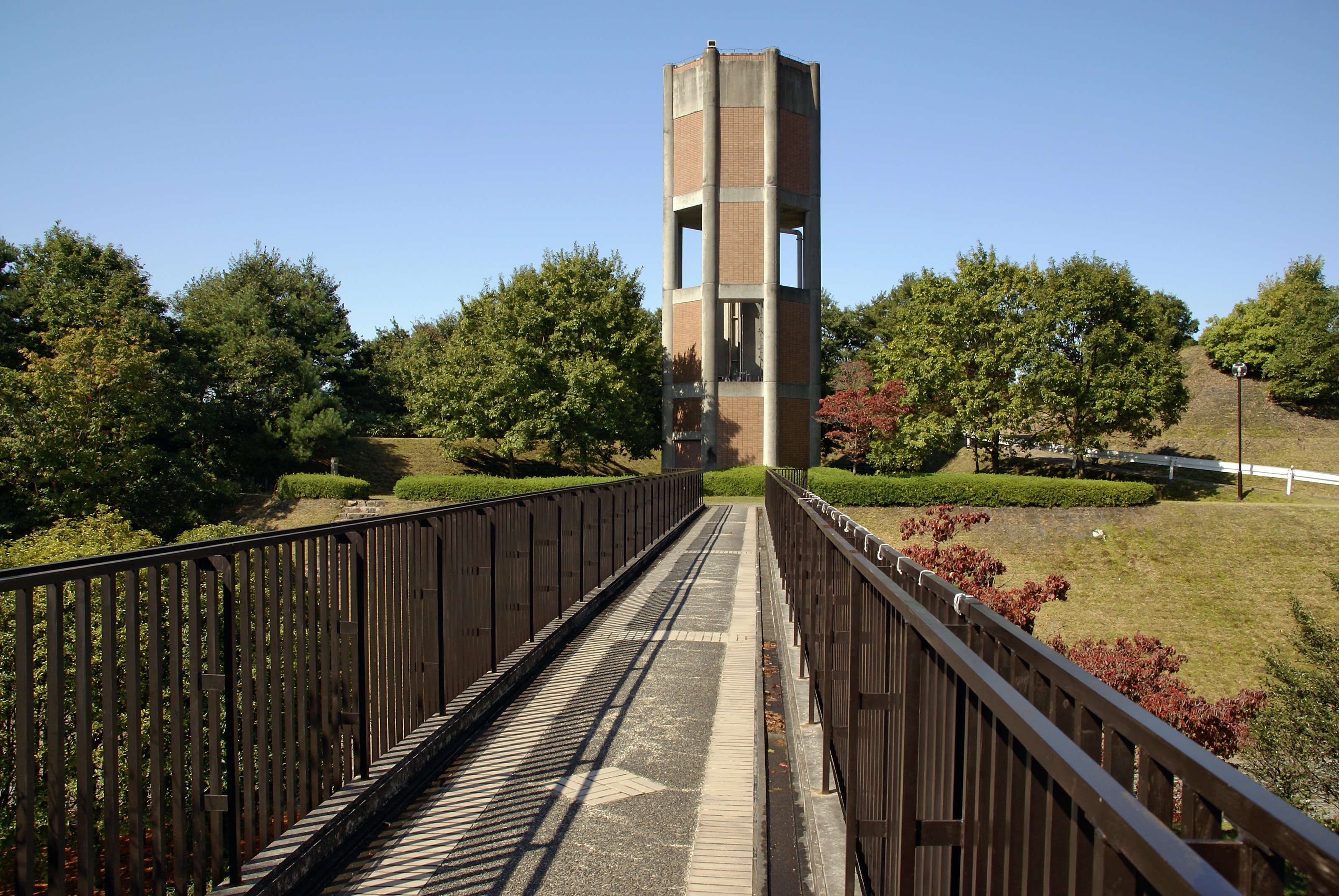
風の塔

## 利用情報
- 開園時間：9時30分 - 17時00分（陶芸館および信楽産業展示館への入館は16時30分まで）[7]
- 休園日：月曜（月曜が祝日または振替休日の場合は翌日）、年末年始[7]
- 入園料：無料（ただし陶芸館は有料）[7]
- 所在地：〒529-1804 滋賀県甲賀市信楽町勅旨2188-7

## アクセス
公共交通機関
- 信楽高原鐵道信楽線信楽駅[1][8]
  - 同駅より甲賀市コミュニティバス。「陶芸の森前」停留所下車、徒歩約5分[1]。    - （当施設内に乗り入れるバスが混在する。それに該当するバスは「陶芸の森」停留所下車）

  - 同駅より徒歩約20分[1][8]。

自動車
- 新名神高速道路信楽インターチェンジ下車、約8分[1][8]。
- 名阪国道壬生野インターチェンジ下車、約30分[1]。  - （駐車場：普通車 - 約250台、大型バス - 約10台[1]）

## 周辺
- 甲賀広域行政組合消防本部信楽消防署
- 甲賀市信楽図書館
- 信楽体育館
- 信楽高原鐵道信楽線玉桂寺前駅 - 当施設から東へ離れた所にある駅。当施設と同駅間を直通する道路や接続交通機関（バス・タクシー）は設けられていない。
- 国道307号
- 滋賀県道12号栗東信楽線
- 市道勅旨田代線

## その他
- 信楽を舞台とした連続テレビ小説『スカーレット』（NHK）が2019年9月30日から2020年3月28日に放送されたが、同作品の推進協議会、「『スカーレット』で甲賀を盛り上げる推進協議会」（現・「甲賀ロケーション推進協議会」）が発行したガイドマップには当施設や同作品のロケ地案内が記されている[9]。